# Sluchadlo

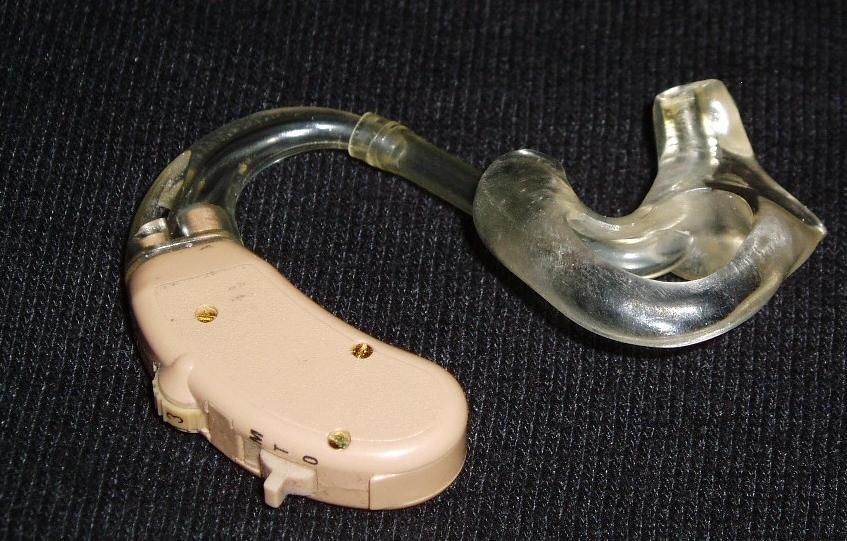
Příklad sluchadla, které má většinu techniky umístěnu za uchem

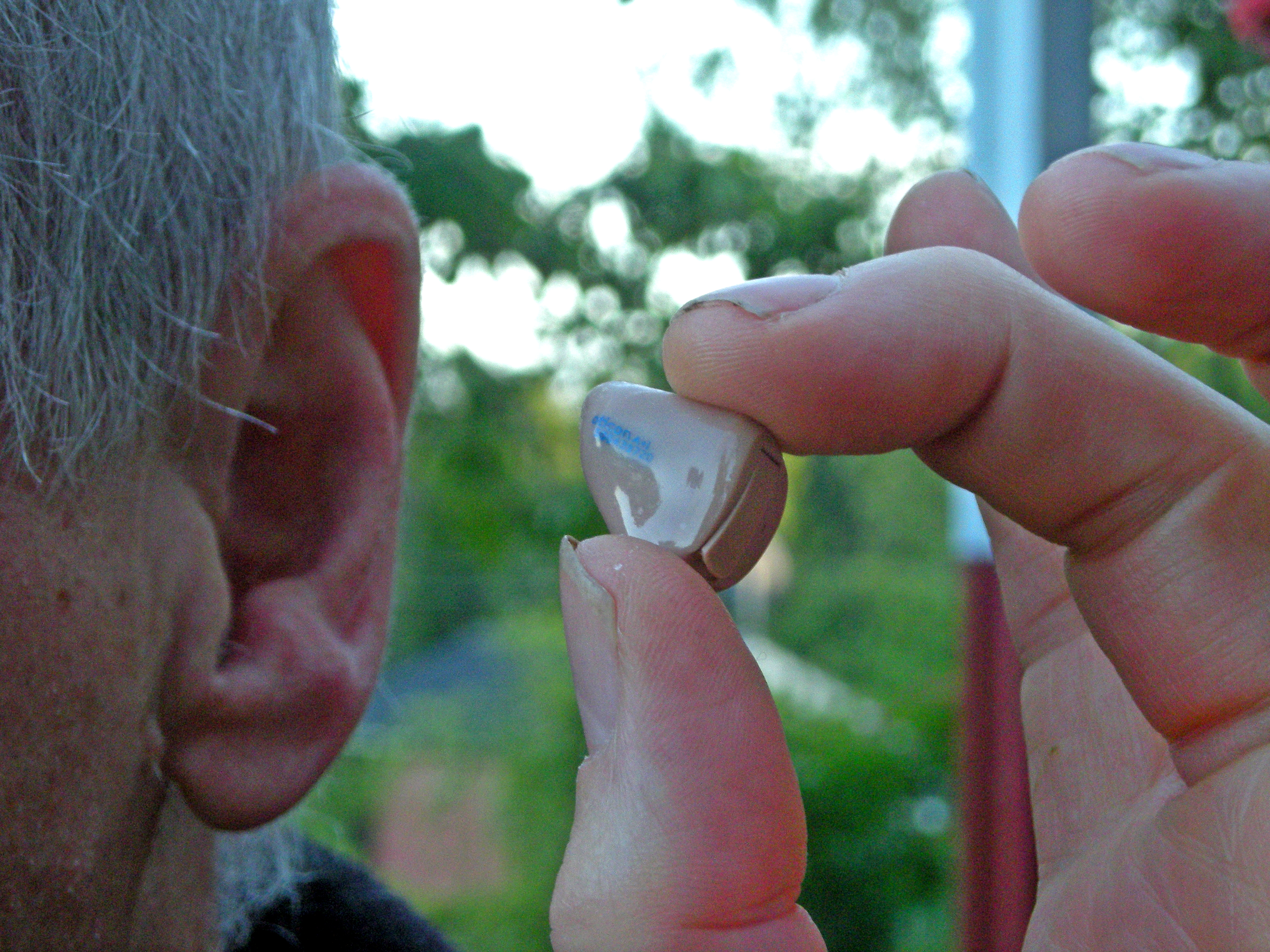
Příklad sluchadla, které se celé vkládá do ucha

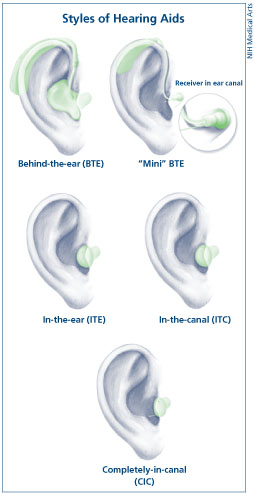
Typy sluchadel

Sluchadlo (nesprávně[zdroj⁠?!] naslouchadlo) je malý elektroakustický přístroj sloužící k zlepšení sluchu při částečné hluchotě zesilováním a modulací zvuku a především řeči přicházející z okolního prostředí. Jeho historickým předchůdcem byla čistě akustická sluchadla, která měla podobu jednoduché obrácené trumpety a zvuk zesilovala pasivně. Nemůže svému nositeli zajistit zcela normální sluch, ale mělo by poskytnout co největší přínos při kompenzaci sluchové vady. Existuje několik druhů sluchadel, sluchadla závěsná a sluchadla nitroušní. Sluchadlo je nejčastěji napájeno zinko-vzdušnou baterií.

## Dělení sluchadel
Sluchadla lze dělit do několika kategorií:
- dle tvaru: kapesní, závěsná, brýlová, boltcová, zvukovodová
- dle způsobu předání akustické energie: sluchadla pro vzdušné vedení, sluchadla pro kostní vedení
- dle vlastností: sluchadla s možností proměnného zesílení, s nastavitelným frekvenčním průběhem, s omezením výstupního akustického tlaku, s modulačními prvky

Mezi známé typy patří:
závěsná sluchadla (BTE)jsou vhodná především pro těžké sluchové ztráty anebo tehdy, je-li zavedení sluchadla do zvukovodu velmi obtížné z důvodu úzkého zvukovodu. Skládají se z pouzdra a propojení mezi nimi. Pouzdro obsahuje elektronický obvod, ovládání, baterii, mikrofon/y a často také reproduktor. Pouzdro je umístěno za ušním boltcem s propojením vedeným dolů do ucha. Zvuk ze sluchadla je do ucha přenášen akusticky tenkou plastovou trubičkou.
nitroušní, zvukovodovájsou vkládány přímo do zvukovodu, skořepina je zhotovena podle přesného otisku a obsahuje v sobě celou elektroniku; nedisponují velkým výkonem
- zvukovodová sluchadla (ITE): jsou umístěna ve vnějším zvukovodu (latinsky concha). Zvukovodová sluchadla jsou vyrobena individuálně přímo podle ucha pacienta a navržena tak, aby pohodlně pasovala. Jsou vhodná pro lehké až těžké sluchové ztráty. Ventilace u těchto sluchadel může způsobovat zpětnou vazbu. Ventilaci umožňuje tenká trubička, která poskytuje vyrovnání tlaku a její provedení má také vliv na zpětnou vazbu. Zpětná vazba, svištění či pískání, je způsobena prosakováním zvuku (většinou na vyšších frekvencích), který je znovu zesílen a může být problém u těžkých ztrát sluchu. Jedná se o větší provedení s větší baterií, zasahují až do zvukovodového vchodu.
- kanálová sluchadla (CIC): jsou nejmenším modelem sluchadel. Tento druh sluchadel tvarem kopíruje ušní kanál a není téměř vidět. To je způsobeno tím, že se sluchadla vkládají hlouběji do ušního kanálu, takže není vidět ani při přímém pohledu na ucho. Skořepina kanálových sluchadel je vyrobena přímo dle ucha pacienta, a proto její nošení není nepohodlné. Je v ní obsažena veškerá elektronika. Sluchadla mají odvětrávání a jejich hluboké umístění v ušním kanálu poskytuje přirozenější poslechový zážitek. Na rozdíl od ostatních typů sluchadel tento typ nezakrývá žádnou část ušního boltce plastovou skořepinou. To způsobuje, že zvuk je přijímán přirozeněji tvarem ušního boltce a je přenášen do ušního kanálu stejně jako by byl přenášen bez sluchadla. Některé modely umožňují použití mobilního telefonu jako dálkového ovládání k nastavení sluchadla.
- ITC (in the concha): vyplňuje celou spodní část zvukovodu, v uchu je již nápadnější.

kapesní sluchadlavyvinul je Harvey Fletcher během své práce pro Bell Laboratories. Kapesní sluchadla se skládají z pouzdra a ušního závěsu. Pouzdro je obvykle velikosti balíčku hracích karet, obsahuje zesilovač, baterii a ovládací prvky, zatímco na závěsu je tenkou ohebnou šňůrkou připojen miniaturní reproduktor. Bez omezení, co se týče velikosti malých sluchadel, kapesní sluchadlo může poskytnout velké zesílení a dlouhou životnost baterie za nižší cenu. Na sluchátku je nasazena tvarovka.
s reproduktorem ve zvukovodu (RIC)na rozdíl od sluchadel závěsných (BTE) je ve sluchadlech RIC umístěn reproduktor přímo v ušní koncovce, ve zvukovodu, namísto v pouzdře sluchadla. Model RIC se skládá z pouzdra umístěného za uchem, tenkého drátku spojujícím pouzdro s reproduktorem a vlastního reproduktoru, který je vložen přímo do zvukovodu. Reproduktor je uložen v silikonovém pouzdře, které je ve formě špuntu zafixováno do ucha pacienta.
sluchadla ukotvená v kosti (BAHA, anglicky Bone Anchored Hearing Aid)je sluchadlo zakotvené v kosti a k přenosu zvuku používá vibrace. Používá se v případě, kdy pacient trpí poruchou vzdušného vedení. V takovém případě se pro přenos zvuku použije tzv. kostní vedení, kdy se tekutiny ve vnitřním uchu rozkmitávají přímým přenosem vibrací lebeční kosti. Sluchadla BAHA jsou k lebeční kosti připojena pomocí titanového implantátu. Ten tvoří titanový šroub, který je zašroubovaný asi 3 až 4 mm do lebeční kosti. Vibrace nejsou tlumeny kůží.
brýlová sluchadlaSluchadlo je skryto v jedné, nebo obou nožičkách brýlí. Více se používala dříve, dnes jsou tato sluchadla výjimkou.

## Zpracování signálu
Každé sluchadlo má přinejmenším mikrofon, reproduktor, baterii a elektrický obvod. Elektrický obvod se liší dle zařízení, i když se jedná o stejný typ. Obvody spadají do kategorií dle způsobu zpracování signálu, tedy analogové nebo digitální a dále dle typů ovládání obvodu a tedy nastavitelné nebo programovatelné.
Analogové audio obvody
- Nastavitelné: Akustický obvod je analogový, s elektronickými součástkami, které umožňují jeho nastavení. Foniatr určí zesílení a ostatní charakteristiky sluchadla potřebné pro pacienta. Poté nastaví sluchadlo buď pomocí malých ovládání přímo na sluchadle, anebo v laboratoři. Tento typ obvodu je většinou nejméně flexibilní. První funkční sluchadlo s analogovým akustickým obvodem pochází z roku 1932.
- Programovatelné: Akustický obvod je analogový, ale s dalšími ovládacími elektrickými obvody, které lze naprogramovat. Ovládací obvod může být upraven během výroby, anebo v některých případech foniatr může za pomoci počítače propojeného se sluchadlem naprogramovat přídavné ovládací obvody. Pacient se sluchadlem může měnit program pro různá akustická prostředí, buď pomocí ovládání na samotném sluchadle, dálkovým ovládáním, anebo v určitých případech ovládací obvody fungují automaticky. Tento typ obvodů je všeobecně více flexibilní oproti jednoduchým ovládacím obvodům. První sluchadlo s analogovým akustickým obvodem a automatickým digitálním ovládacím obvodem pochází z roku 1975.

Digitální audio obvod
Digitální akustický obvod s programovatelným ovládacím obvodem. Oba obvody, akustický i přídavný ovládací obvod, jsou plně digitální. Plně digitální obvody umožňují implementaci mnoha přídavných vlastností, které nejsou možné s použitím analogových obvodů. Digitální obvody mohou být použity ve všech druzích sluchadel a jsou nejvíce flexibilní. Mohou být například naprogramována tak, aby měla větší zesílení v určitém frekvenčním pásmu. Digitální sluchadla mohou být naprogramována více programy, které mohou být vybírány uživatelem, anebo jsou plně automatická a adaptivní. Tyto programy redukují akustickou zpětnou vazbu (pískání), redukují hluk pozadí, detekují a automaticky nastavují různé druhy prostředí (hlasitý vs potichý, mluva vs hudba, tichý vs hlučný apod.), ovládají přídavné komponenty, jako jsou vícenásobné mikrofony ke zlepšení prostorového vnímání zvuku, transponují frekvence (posun frekvencí, které uživatel neslyší do nižších kmitočtů, kde je sluch lepší), a implementuje mnoho dalších funkcí. Digitální obvody také umožňují bezdrátové ovládání jak akustických, tak ovládacích obvodů. Ovládací signály ve sluchadle v jednom uchu mohou být bezdrátově přeneseny do ovládacích obvodů sluchadla na druhém uchu, aby bylo zaručeno, že audio signál v obou uších je přímo spárovaný. Anebo akustický signál obsahuje záměrně rozdíly, které imitují rozdíly v normálním stereofonním poslechu k zajištění prostorového vnímání zvuků. Akustické signály mohou být bezdrátově přenášeny z/do vnějších zařízení přes oddělený modul, většinou ve formě přívěsku zvaný „streamer“. Tato schopnost umožňuje optimální použití mobilních telefonů, hudebních přehrávačů, vzdálených mikrofonů a dalších zařízení. První prakticky použitelné plně digitální sluchadlo je z roku 1984.